# Jalón de Cameros
Jalón de Cameros è un comune spagnolo di 48 abitanti situato nella comunità autonoma di La Rioja.